# 대장화홍련전
"대장화홍련전"은 한국에서 제작된 정창화 감독의 1962년 영화이다. 조미령 등이 주연으로 출연하였고 이화룡 등이 제작에 참여하였다. 이 영화는 한국의 전래동화 장화홍련전에 기반을 두고 있다.

## 출연

### 주연
- 조미령
- 최남현
- 엄앵란

## 기타
- 조명: 윤영선
- 미술: 박석인